# إدواردو مارتينز نونيز
إدواردو مارتينز نونيز (بالبرتغالية: Eduardo Martins Nunes‏) (20 مارس 1984 في البرازيل - ) هو لاعب كرة قدم برازيلي في مركز الوسط. لعب مع غريميو بورتو أليغرينزي ونادي غواراني ونادي برازيل دي بيلوتاس ونادي فيلا نوفا وCerâmica Atlético Clube ‏ وإسبورتي بيلوتاس ‏ وEsporte Clube Avenida ‏ وريد بول برازيل ونادي ناوتيكو.

## وصلات خارجية
- إدواردو مارتينز نونيز على موقع قاعدة بيانات كرة القدم.إي يو (الإنجليزية)